# Élections législatives de 1986 dans le Puy-de-Dôme
Les élections législatives françaises de 1986 ont lieu le 16 mars 1986. Dans le département du Puy-de-Dôme, six députés sont à élire dans le cadre d'un scrutin proportionnel par liste départementale à un seul tour.

## Élus
| Député élu               |  | Parti     |
| ------------------------ |  | --------- |
| Valéry Giscard d'Estaing |  | UDF (PR)  |
| Georges Chometon         |  | UDF (CDS) |
| Pierre Pascallon         |  | RPR       |
| Roger Quilliot           |  | PS        |
| Maurice Adevah-Pœuf      |  | PS        |
| Jacques Lavédrine        |  | PS        |

Redevenu sénateur, Roger Quilliot est remplacé par Maurice Pourchon, en quatrième position sur la liste socialiste, à partir du 9 octobre 1986.

## Listes en présence

### Extrême gauche (LO)
| N° | Candidats          | Parti | Parti | Principales fonctions |
| -- | ------------------ | ----- | ----- | --------------------- |
| 01 | Claude Dufour      |       | LO    | Ouvrier électricien   |
| 02 | Josiane Mainville  |       | LO    | Infirmière CHRU       |
| 03 | Louis Balségur     |       | LO    | Mécanicien AIA        |
| 04 | Daniel Séguy       |       | LO    | Ouvrier               |
| 05 | Jean Mellano       |       | LO    | Ouvrier               |
| 06 | Georges Fridlender |       | LO    | Professeur            |
|    |                    |       |       |                       |
| 07 | Guy Courteix       |       | LO    | Educateur spécialisé  |
| 08 | Suzy Lagarde       |       | LO    | Professeur            |

### Extrême gauche (LCR)
| N° | Candidats         | Parti | Parti | Principales fonctions    |
| -- | ----------------- | ----- | ----- | ------------------------ |
| 01 | Alain Laffont     |       | LCR   | Médecin                  |
| 02 | Francis Vergne    |       | LCR   | Conseiller d'orientation |
| 03 | Luc Lusinchi      |       | LCR   | Agent SNCF               |
| 04 | Brigitte Boulier  |       | LCR   | Enseignante              |
| 05 | Bernard André     |       | LCR   | Technicien               |
| 06 | Bernard Clémençon |       | LCR   | Travailleur social       |
|    |                   |       |       |                          |
| 07 | Bernard Grangeon  |       | LCR   | Agent EDF-GDF            |
| 08 | Jean-Luc Decamp   |       | LCR   | Ouvrier métallurgiste    |

### Extrême gauche (MPPT)
| N° | Candidats             | Parti | Parti | Principales fonctions                 |
| -- | --------------------- | ----- | ----- | ------------------------------------- |
| 01 | Marie-Noëlle Cheville |       | MPPT  | Employée des hôpitaux                 |
| 02 | Georges Bardin        |       | MPPT  | Employé à l'Office des céréales       |
| 03 | Gérard Bellaigue      |       | MPPT  | Ouvrier à l'usine Michelin            |
| 04 | Hélio Sanchez         |       | MPPT  | Agent technique à la Sécurité sociale |
| 05 | Jacques Marche        |       | MPPT  | Instituteur                           |
| 06 | Inès Payan            |       | MPPT  | Étudiante, surveillante d'externat    |
|    |                       |       |       |                                       |
| 07 | Jean-Louis Boudoul    |       | MPPT  | Professeur en LEP                     |
| 08 | Christiane Ducros     |       | MPPT  | Ouvrière à la Banque de France        |

### Parti communiste français
| N° | Candidats           | Parti | Parti | Principales fonctions |
| -- | ------------------- | ----- | ----- | --- |
| 01 | Jean-Claude Jacob   |       | PCF   | Conseiller régional et adjoint au maire de Riom, chef de service à la Caisse d'Epargne                                                                 |
| 02 | André Chassaigne    |       | PCF   | Conseiller général du Canton de Saint-Amant-Roche-Savine, vice-président du conseil général et maire de Saint-Amant-Roche-Savine, principal de collège |
| 03 | Jocelyne Carbonnier |       | PCF   | Ancienne adjointe au maire d'Issoire, employée de bureau                                                                                               |
| 04 | Louis Virgoulay     |       | PCF   | Adjoint au maire de Clermont-Ferrand, agent SNCF |
| 05 | Jacques Lanoir      |       | PCF   | Vérificateur chez Michelin |
| 06 | Jacqueline Brenon   |       | PCF   | Sténo-dactylo |
|    |                     |       |       | |
| 07 | Jacques Delage      |       | PCF   | Conseiller municipal de Clermont-Ferrand, médecin, professeur au CHRU                                                                                  |
| 08 | Pierrette Loiseau   |       | PCF   | Adjointe au maire de Messeix, institutrice honoraire                                                                                                   |

### Parti socialiste
| N° | Candidats           | Parti | Parti | Principales fonctions |
| -- | ------------------- | ----- | ----- | --- |
| 01 | Roger Quilliot      |       | PS    | Sénateur-maire de Clermont-Ferrand, conseiller général du canton de Clermont-Ferrand-Nord-Ouest, Vice-Président du Conseil général, Conseiller régional, ancien ministre, professeur d'université |
| 02 | Maurice Adevah-Pœuf |       | PS    | Député sortant, conseiller régional, conseiller général du Canton de Thiers et maire de Thiers, professeur                                                                                        |
| 03 | Jacques Lavédrine   |       | PS    | Député sortant, conseiller général du Canton d'Issoire et maire d'Issoire, conseiller régional, conseiller pédagogique en retraite                                                                |
| 04 | Maurice Pourchon    |       | PS    | Député sortant, président du conseil régional et conseiller général du Canton de Clermont-Ferrand-Nord, professeur                                                                                |
| 05 | Pierre-Joël Bonté   |       | PS    | Vice-président du conseil régional et adjoint au maire de Riom, expert comptable |
| 06 | Michèle André       |       | PS    | Adjointe au maire de Clermont-Ferrand, directrice administrative |
|    |                     |       |       | |
| 07 | Monique Bonnet      |       | PS    | Employée de la Sécurité sociale |
| 08 | Alain Néri          |       | PS    | Conseiller général du Canton de Vertaizon, vice-président du conseil général et maire de Beauregard-l'Évêque, conseiller pédagogique                                                              |

### Opposition (UDF-RPR)
| 01                                                                          | Valéry Giscard d'Estaing |  | UDF-PR  | Député sortant (1), conseiller régional et conseiller général du Canton de Chamalières, inspecteur des Finances |
| 02                                                                          | Georges Chometon         |  | UDF-CDS | Conseiller général du Canton de Saint-Germain-l'Herm et maire de Saint-Bonnet-le-Chastel, commerçant            |
| 03                                                                          | Pierre Pascallon         |  | RPR     | Conseiller municipal d'Issoire, professeur d'université                                                         |
| 04                                                                          | Gérard Boche             |  | UDF-PR  | Conseiller général du canton d'Aigueperse, maire d'Aigueperse, directeur commercial                             |
| 05                                                                          | Yves Dousset             |  | UDF-PR  | Avocat au barreau de Clermont-Ferrand, adjoint au maire de Chamalières                                          |
| 06                                                                          | Georges Monnet           |  | RPR     | Conseiller général du Canton de Royat et maire d'Orcines, retraité de l'inspection d'assurances                 |
|                                                                             |                          |  |         | |
| 07                                                                          | Marie-Gabrielle Gagnadre |  | UDF-AD  | Conseillère générale du Canton de Lezoux et conseillère municipale de Lezoux, exploitante agricole maraîchère   |
| 08                                                                          | Francine Pariente        |  | RPR     | Maître de conférences à l'université de Clermont-Ferrand                                                        |
| (1) Élu député en septembre 1984 lors d'une élection législative partielle. |                          |  |         | |

### Front national
| N° | Candidats                   | Parti | Parti | Principales fonctions                  |
| -- | --------------------------- | ----- | ----- | -------------------------------------- |
| 01 | Pierre Plat                 |       | FN    | Médecin chef de travaux à la faculté   |
| 02 | Brigitte André              |       | FN    |                                        |
| 03 | Michel Bouche               |       | FN    | Industriel                             |
| 04 | Maurice Chazeix             |       | FN    | Ouvrier préretraité                    |
| 05 | Monique Bry                 |       | FN    | Commerçante                            |
| 06 | Jean-Pierre Farge           |       | FN    | Artisan menuisier                      |
|    |                             |       |       |                                        |
| 07 | Jean-Claude Gicquiau        |       | FN    | Employé de banque                      |
| 08 | Bernard de Vimal du Bouchet |       | FN    | Cadre honoraire de la Banque de France |

### Sans étiquette (Initiative 86)
| N° | Candidats              | Parti | Parti | Principales fonctions   |
| -- | ---------------------- | ----- | ----- | ----------------------- |
| 01 | Frédéric Gressier      |       | I86   | Analyste programmeur    |
| 02 | Jacques Diogon         |       | I86   | Agent Michelin          |
| 03 | Jean-François Raisch   |       | I86   | Chauffeur de générateur |
| 04 | Roland Gansoinat       |       | I86   | Electricien             |
| 05 | Noël Colon             |       | I86   | Electro-mécanicien      |
| 06 | Jean-Yves Soulé        |       | I86   | Ajusteur                |
|    |                        |       |       |                         |
| 07 | Jean-Pierre Amalfitano |       | I86   | Agent d'atelier         |
| 08 | Jacques Pomarat        |       | I86   | Technicien              |

## Résultats

### Résultats à l'échelle du département
| Liste Parti politique | Liste Parti politique                                                                                                   | Tête de liste            | Tour unique | Tour unique | Sièges |
| Liste Parti politique | Liste Parti politique                                                                                                   | Tête de liste            | Voix        | %           | Sièges |
| --------------------- | --- | ------------------------ | ----------- | ----------- | ------ |
|                       | Union de l'opposition pour l'Auvergne Union pour la démocratie française (RPR)                                          | Valéry Giscard d'Estaing | 144 975     | 47,24       | 3      |
|                       | Pour une majorité de progrès avec le président de la République Parti socialiste                                        | Roger Quilliot           | 110 584     | 36,03       | 3      |
|                       | Liste présentée par le Parti communiste français Parti communiste français                                              | Jean-Claude Jacob        | 23 974      | 7,81        | 0      |
|                       | Liste de Rassemblement national présentée par le Front national Front national                                          | Pierre Plat              | 18 613      | 6,06        | 0      |
|                       | Liste Lutte ouvrière Lutte ouvrière                                                                                     | Claude Dufour            | 4 048       | 1,32        | 0      |
|                       | Liste du Mouvement pour un parti des travailleurs Puy-de-Dôme Extrême gauche (Mouvement pour un parti des travailleurs) | Marie-Noëlle Cheville    | 1 779       | 0,58        | 0      |
|                       | Initiative 86 - Entreprendre et réussir la France de l'an 2000 Sans étiquette                                           | Frédéric Gressier        | 1 709       | 0,56        | 0      |
|                       | Liste LCR Ligue communiste révolutionnaire                                                                              | Alain Laffont            | 1 230       | 0,40        | 0      |
|                       | |                          |             |             |        |
| Inscrits              | Inscrits | Inscrits                 | 396 949     | 100,00      | 6      |
| Abstentions           | Abstentions | Abstentions              | 75 109      | 18,92       |        |
| Votants               | Votants | Votants                  | 321 840     | 81,08       |        |
| Blancs et nuls        | Blancs et nuls | Blancs et nuls           | 14 928      | 4,64        |        |
| Exprimés              | Exprimés | Exprimés                 | 306 912     | 95,36       |        |